# Station Yffiniac
Station Yffiniac is een spoorweghalte in de Franse gemeente Yffiniac. Zij wordt bediend door treinen van het netwerk TER Bretagne op de trajecten Rennes - Saint-Brieuc